# Corentin Tolisso
Corentin Tolisso (sinh ngày 3 tháng 8 năm 1994) là một cầu thủ bóng đá chuyên nghiệp người Pháp hiện đang thi đấu ở vị trí tiền vệ trung tâm cho câu lạc bộ Lyon.
Tốt nghiệp học viện của Lyon, anh ra mắt chuyên nghiệp cho câu lạc bộ vào năm 2013 và trong vòng 4 mùa giải chơi cho câu lạc bộ anh đã ra sân tổng cộng 160 trận và ghi 29 bàn. Anh gia nhập Bayern Munich với giá 41,5 triệu euro vào mùa hè năm 2017. Vào mùa hè 2022, sau khi hết hạn hợp đồng với Bayern, Tolisso đã trở về đầu quân cho Lyon.
Tolisso đại diện cho Pháp ở các cấp độ trẻ khác nhau trước khi ra mắt cao cấp vào năm 2017. Anh là một phần của đội hình của họ đã giành được chức vô địch World Cup 2018.

## Thống kê sự nghiệp

### Câu lạc bộ
Tính đến 22 tháng 5 năm 2021
| Câu lạc bộ          | Mùa giải            | Giải đấu            | Giải đấu | Giải đấu | Cúp quốc gia | Cúp quốc gia | Cúp liên đoàn | Cúp liên đoàn | Châu lục | Châu lục | Khác | Khác | Tổng cộng | Tổng cộng |
| Câu lạc bộ          | Mùa giải            | Hạng                | Trận     | Bàn      | Trận         | Bàn          | Trận          | Bàn           | Trận     | Bàn      | Trận | Bàn  | Trận      | Bàn       |
| ------------------- | ------------------- | ------------------- | -------- | -------- | ------------ | ------------ | ------------- | ------------- | -------- | -------- | ---- | ---- | --------- | --------- |
| Lyon                | 2013–14             | Ligue 1             | 14       | 1        | 1            | 0            | 1             | 0             | 9        | 0        | —    | —    | 25        | 1         |
| Lyon                | 2014–15             | Ligue 1             | 38       | 7        | 2            | 0            | 0             | 0             | 3        | 0        | —    | —    | 43        | 7         |
| Lyon                | 2015–16             | Ligue 1             | 33       | 5        | 4            | 1            | 2             | 1             | 6        | 0        | 0    | 0    | 45        | 7         |
| Lyon                | 2016–17             | Ligue 1             | 31       | 8        | 1            | 1            | 0             | 0             | 14       | 4        | 1    | 1    | 47        | 14        |
| Lyon                | Tổng cộng           | Tổng cộng           | 116      | 21       | 8            | 2            | 3             | 1             | 32       | 4        | 1    | 1    | 160       | 29        |
| Bayern Munich       | 2017–18             | Bundesliga          | 26       | 6        | 5            | 1            | —             | —             | 8        | 3        | 1    | 0    | 40        | 10        |
| Bayern Munich       | 2018–19             | Bundesliga          | 2        | 1        | 2            | 0            | —             | —             | 0        | 0        | 0    | 0    | 4         | 1         |
| Bayern Munich       | 2019–20             | Bundesliga          | 13       | 1        | 4            | 0            | —             | —             | 10       | 3        | 1    | 0    | 28        | 4         |
| Bayern Munich       | 2020–21             | Bundesliga          | 16       | 1        | 1            | 0            | —             | —             | 3        | 1        | 4    | 1    | 24        | 3         |
| Bayern Munich       | Tổng cộng           | Tổng cộng           | 57       | 9        | 12           | 1            | —             | —             | 21       | 7        | 6    | 1    | 96        | 19        |
| Tổng cộng sự nghiệp | Tổng cộng sự nghiệp | Tổng cộng sự nghiệp | 173      | 30       | 20           | 3            | 3             | 1             | 53       | 11       | 7    | 2    | 256       | 47        |

### Quốc tế
Tính đến ngày 23 tháng 6 năm 2021.
| Đội tuyển quốc gia | Năm       | Trận | Bàn |
| ------------------ | --------- | ---- | --- |
| Pháp               | 2017      | 5    | 0   |
| Pháp               | 2018      | 10   | 0   |
| Pháp               | 2019      | 6    | 1   |
| Pháp               | 2020      | 7    | 1   |
| Tổng cộng          | Tổng cộng | 28   | 2   |

#### Bàn thắng quốc tế
Tính đến ngày 7 tháng 10 năm 2020.
| # | Ngày                 | Địa điểm                           | Số trận | Đối thủ | Bàn thắng | Kết quả | Giải đấu            |
| - | -------------------- | ---------------------------------- | ------- | ------- | --------- | ------- | ------------------- |
| 1 | 17 tháng 11 năm 2019 | Arena Kombëtare, Tirana, Albania   | 21      | Albania | 1–0       | 2–0     | Vòng loại Euro 2020 |
| 2 | 7 tháng 10 năm 2020  | Stade de France, Saint-Denis, Pháp | 22      | Ukraina | 5–1       | 7–1     | Giao hữu            |